# Bujurquina mariae
Bujurquina mariae är en fiskart som först beskrevs av Eigenmann 1922.  Bujurquina mariae ingår i släktet Bujurquina och familjen Cichlidae. Inga underarter finns listade.